# 냐샤 무셰키
냐샤 리버티 무셰키(Nyasha Liverty Mushekwi, 1987년 8월 21일 ~ )는 짐바브웨의 축구 선수로 현재 중국 갑급리그의 다롄 쿤시티에서 공격수 겸 미드필더로 활약하고 있다.

## 클럽 경력

### 초기 경력
2007 시즌을 앞두고 자국 리그인 짐바브웨 프리미어 사커 리그의 CAPS 유나이티드에서 데뷔하여 2010 시즌까지 공식전 75경기 36골의 폭발적인 득점력으로 팀의 2008 시즌 CBZ FA컵 우승을 이끌었고 2009 시즌에는 21경기 21골로 리그 득점왕 타이틀을 거머쥐기도 했다.
그 후 2010-11 시즌부터 2012-13 시즌까지 3시즌동안 남아공 프리미어 사커 리그의 마멜로디 선다운스 소속으로 공식전 99경기 40골을 터뜨리는 맹활약을 펼치며 2시즌 연속 리그 4위(2010-11, 2011-12), 2회 연속 MTN8컵 4강(2011, 2012), 2011-12 시즌 네드뱅크컵 준우승 등에 공헌했다.

### 유럽 리그
아프리카 리그에서의 활약을 바탕으로 2013-14 시즌을 앞두고 벨기에 프로 리그의 KV 오스텐더로 이적하며 프로 데뷔 이래 처음으로 유럽 무대를 밟은 이후 2013-14 시즌 공식전 25경기 3골을 기록하며 벨기에 컵 4강 진출에 일조했다.
그리고 2013-14 시즌을 마친 후 스웨덴 알스벤스칸의 유르고르덴 IF에 합류하여 비록 팀은 2015 시즌 리그 6위의 아쉬운 성적을 남겼지만 21경기에서 12골을 터뜨리며 에미르 쿠요비치, 헤노크 고이톰에 이어 리그 득점 랭킹 공동 3위에 랭크되는 기염을 토했다.

### 중국 리그
2016 시즌을 앞두고 중국 갑급리그의 다롄 프로와 입단 계약을 체결한 뒤 2019 시즌 중반까지 공식전 91경기 54골을 터뜨리며 중국 갑급리그 2017 우승 및 차기 시즌 중국 슈퍼리그 승격을 이끌었다.
그 후 2019 시즌 중반 무렵 중국 갑급리그의 저장 FC로 이적하여 중국 갑급리그 2020 준우승, 중국 갑급리그 2021 3위 및 차기 시즌 중국 슈퍼리그 승격에 기여했고 중국 슈퍼리그 2022에서도 31경기 18골로 득점 랭킹 4위에 오르며 3위라는 구단 역사상 중국 최상위 리그 역대 최고 성적과 함께 12년만의 ACL 엘리트 본선 진출을 이끌었다.
그리고 중국 FA컵 2022에도 2경기에 출전하여 준우승이라는 구단 역사상 첫 메이저 컵대회 최고 성적에도 일조한 뒤 차기 시즌인 중국 슈퍼리그 2023에서도 29경기 18골로 상하이 하이강의 우레이와 함께 득점 랭킹 공동 2위에 오르면서 2시즌 연속 리그 3위 및 2시즌 연속 아시아 클럽 대항전 진출에 기여하는 등 2023 시즌까지 공식전 130경기 75골을 터뜨리며 저장 FC 공격의 핵심으로 활약했다.
그 뒤 2024 시즌을 앞두고 중국 갑급리그의 윈난 위쿤과 입단 계약을 체결한 이후 2024 시즌 중국 갑급리그 30경기 25골로 득점왕에 오르며 팀의 우승과 함께 창단 첫 중국 슈퍼리그 승격을 이끌었다.

## 국가대표팀 경력

### 짐바브웨 A대표팀
자국에서 열린 모리셔스와의 2009년 COSAFA컵 A조 개막전에서 짐바브웨 A대표팀 소속으로 국제 A매치 데뷔전을 치른 후 잠비아와의 결승전에서 A매치 데뷔골을 멀티골로 장식하며 팀의 3-1 완승과 함께 COSAFA컵 통산 4번째 우승에 공헌했다.
이후 2번의 아프리카 네이션스컵 본선(2017, 2019)에도 출전하여 이 중 2017년 대회 B조 첫 경기에서 2014년 FIFA 월드컵 16강 진출에 빛나는 강호 알제리를 상대로 득점포를 가동하며 팀의 2-2 무승부에 일조했다.

## 대회 성적

### 클럽
CAPS 유나이티드
- CBZ FA컵 : 우승 (2008)

 마멜로디 선다운스
- 프리미어 사커 리그 : 4위 (2010-11, 2011-12)
- MBN8컵 : 4강 (2011, 2012)
- 네드뱅크컵 : 준우승 (2011-12)

 KV 오스텐더
- 벨기에 컵 : 4강 (2013-14)

 다롄 프로
- 중국 갑급리그 : 우승 (2017)

 저장 FC
- 중국 슈퍼리그 : 3위 (2022, 2023)
- 중국 갑급리그 : 준우승 (2020), 3위 (2021)
- 중국 FA컵 : 준우승 (2022)

 윈난 위쿤
- 중국 갑급리그 : 우승 (2024)

### 국가대표팀
짐바브웨
- COSAFA컵 : 우승 (2009)

### 개인 수상
- 짐바브웨 프리미어 사커 리그 득점상 : 2009 (21골)
- 중국 갑급리그 득점상 : 2024 (25골)